# Lituus (görbe)

Lituus, vagy „pásztorbot”-görbe

Lituus vagy pásztorbot egy spirális görbe. A lituus eredeti jelentése a latin nyelvben: spirális, pásztorbothoz hasonló görbe bot, melyet az augurok használtak, illetve alakja alapján elnevezett etruszk eredetű római katonai fúvós jelzőhangszer.  Polárkoordinátás egyenlete:
{\displaystyle r^{2}={\frac {2a^{2}}{\theta }}}
Úgy származtatható, hogy az O pólus középpontú körökön a {\displaystyle \theta =0} egyenesről kiindulva pozitív irányban addig haladunk, amíg a súrolt körcikk területe {\displaystyle a^{2}} lesz. Az így kapott ívvégpontok a lituuson vannak.
A görbének inflexiós pontjai vannak az
{\displaystyle r=2a\,}
és
{\displaystyle \theta =0,5\,}
koordinátájú pontban.
A polártangens végpontja parabolikus spirált ír le. A görbe nem éri el az x-y origót, csak ahhoz tart.